# 10 000 mètres féminin aux championnats du monde d'athlétisme 1997
Navigation
Göteborg 1995 Séville 1999
L'épreuve du 10 000 mètres féminin des championnats du monde d'athlétisme 1997 s'est déroulée les 2 et 5 août 1997 au Stade olympique d'Athènes, en Grèce. Elle est remportée par la Kényane Sally Barsosio.

## Résultats

### Finale
| Rang               | Athlète            | Pays           | Temps    | Notes |
| ------------------ | ------------------ | -------------- | -------- | ----- |
| Médaille d'or      | Sally Barsosio     | Kenya          | 31:32.92 | WJR   |
| Médaille d'argent  | Fernanda Ribeiro   | Portugal       | 31:39.15 | SB    |
| Médaille de bronze | Masako Chiba       | Japon          | 31:41.93 |       |
| 4                  | Berhane Adere      | Éthiopie       | 31:48.95 | PB    |
| 5                  | Ren Xiujuan        | Chine          | 31:50.63 | SB    |
| 6                  | Tegla Loroupe      | Kenya          | 32:00.93 |       |
| 7                  | Yang Siju          | Chine          | 32:01.61 | SB    |
| 8                  | Colleen De Reuck   | Afrique du Sud | 32:03.81 | SB    |
| 9                  | Silvia Sommaggio   | Italie         | 32:16.92 |       |
| 10                 | Chiemi Takahashi   | Japon          | 32:23.61 |       |
| 11                 | Nora Rocha         | Mexique        | 32:34.58 |       |
| 12                 | Julia Vaquero      | Espagne        | 32:36.91 |       |
| 13                 | Annette Peters     | États-Unis     | 32:43.38 |       |
| 14                 | Chantal Dallenbach | France         | 32:51.20 |       |
| 15                 | Annemari Sandell   | Finlande       | 33:00.11 |       |
| 16                 | Hiromi Masuda      | Japon          | 33:03.14 |       |
| 17                 | Elana Meyer        | Afrique du Sud | 33:05.82 | SB    |
| —                  | Marleen Renders    | Belgique       | DNF      |       |
| —                  | Zahia Dahmani      | France         | DNF      |       |
| —                  | Gete Wami          | Éthiopie       | DNF      |       |

## Légende
Records et Performances
- AR : Record continental (area record)
- CR : Record des championnats (championship record)
- MR : Record du meeting (meet record)
- NR : Record national (national record)
- OR : Record olympique (olympic record)
- PR : Record paralympique (paralympic record)
- PB : Record personnel (personal best)
- SB : Meilleure performance personnelle de la saison (season's best)
- WL : Meilleure performance mondiale de l'année (world leader)
- WJR : Record du monde junior (world junior record)
- WR : Record du monde (world record)

Circonstances et Conditions
- DNF : N'a pas terminé (did not finish)
- DNS : N'a pas pris le départ (did not start)
- DQ : Disqualification (disqualification)
- NM : Aucun essai valable enregistré (No Mark)
- Q : Qualifié « directement » au prochain tour (ou à la prochaine compétition), lors d'une compétition majeure, grâce au classement ou à la réalisation des minima (automatic qualifier)
- q : Qualifié au prochain tour (ou à la prochaine compétition), lors d'une compétition majeure, grâce au repêchage ou à la réalisation de l'une des meilleures performances parmi celles des « non qualifiés directement » (grâce au meilleur temps ou à la meilleure distance par exemple) (secondary qualifier)